# Claus Frimann
Claus Frimann (* 15. Mai 1746 in Selje, Sogn og Fjordane; † 11. Oktober 1829 in Davik, Sogn og Fjordane) war ein norwegischer Pfarrer und Dichter.
Seine Eltern waren der Pfarrer Peder Harboe Frimann (1713–1759) und dessen Frau Sara Cold (1714–1800). Am 18. Januar 1782 heiratete er Anne Margrethe Meldahl (16. Oktober 1742–13. Januar 1819), Tochter des Pfarrers Jørgen Evensen Meldal (1706–1773) und dessen Frau Christiane Bergmann (1714–1780). Claus war der älteste von sieben Söhnen.

## Jugend und Ausbildung
Friman wuchs in Selje auf, wo sein Vater Pfarrer war. Als sein Vater starb, musste er zusammen mit seiner Mutter das Vermögen der Familie verwalten, das Landbesitz und Fischereirechte umfasste. Zu der Zeit lebten noch zwei Brüder. Der Vater war bereits ein tüchtiger Dichter, aber für Claus hatte die Mutter die größere Bedeutung. Sie war auch künstlerisch begabt, und Frimann suchte eher ihren Rat bei der Ausgestaltung seiner Gedichte. Er wurde zu Hause unterrichtet, erst vom Vater, dann von einem Hauslehrer. 1762 kam er an die Universität in Kopenhagen. Nach dem Annenexamen 1765 arbeitete er zunächst als Hauslehrer bei Pfarrer Jørgen Medal in Fana, heute ein Stadtteil von Bergen, und hielt auch hier seine ersten Predigten. Hier verlobte er sich auch mit der Tochter des Pfarrers. Während der 1760er Jahre war er mehrmals in Kopenhagen und legte 1768 das theologische Staatsexamen ab. Er erreichte nur die niedrigste Note („non“), denn das war die billigste und schnellste Art, die erforderlichen Examensdokumente zu erhalten.

## Beruflicher Werdegang

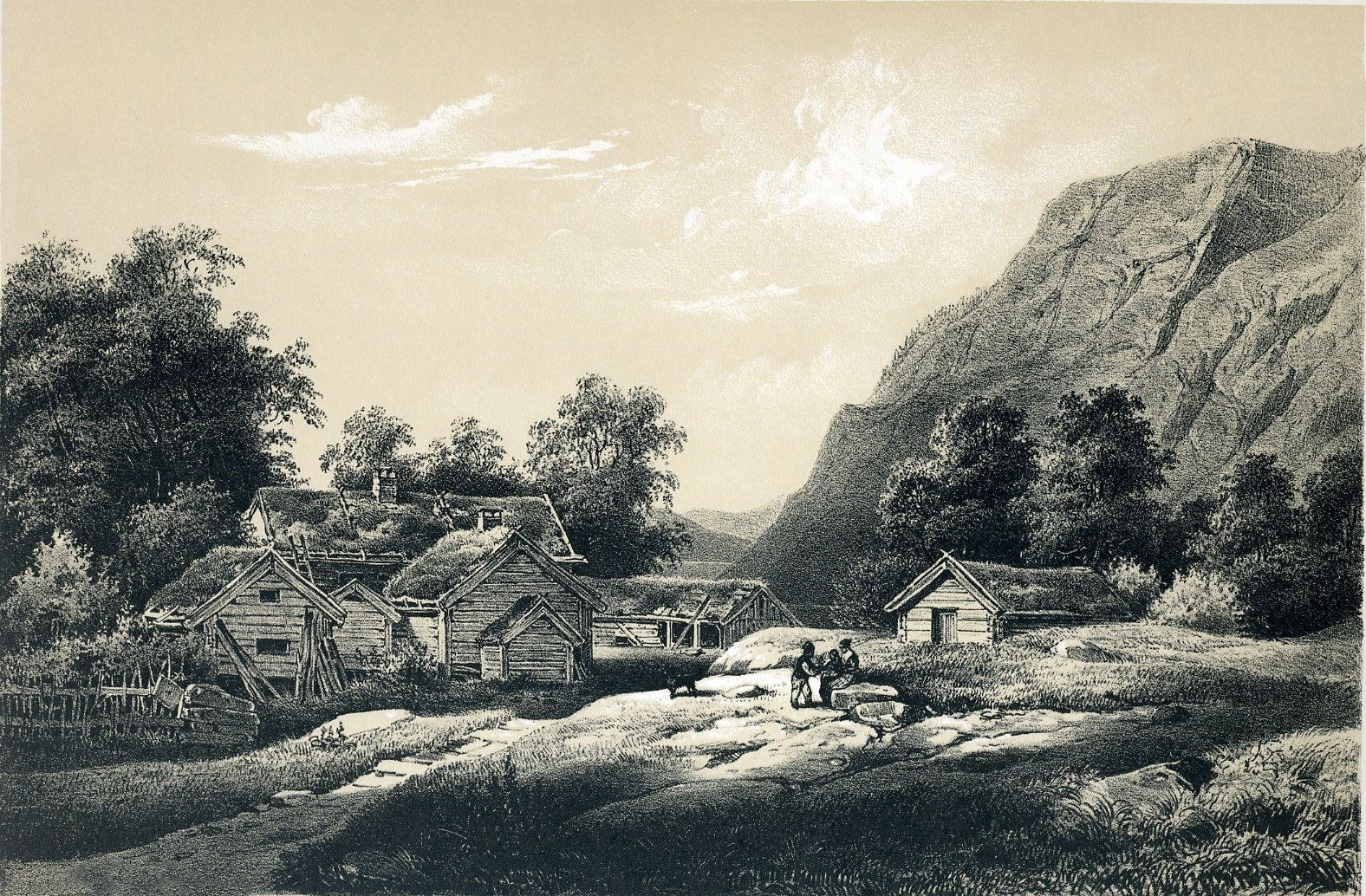
Davik Pfarrhaus. Aus Norge fremstillet i billder von Christian Tønsberg

1769 kam Frimann nach Volda und wurde erst Assistent bei Pfarrer Hans Strøm, dann 1771 bis 1779 sein Hilfskaplan. Die Zeit war arbeitsreich. Er hatte viele Predigten zu halten, das Familienvermögen zu verwalten, und nebenher betrieb er noch Fischerei. Als Strøm zum Pfarrer der Pfarrei in Eiker (Buskerud) ernannt wurde, fuhr Frimann 1779 nach Kopenhagen. Er suchte ohne Erfolg nach einer Stelle. 1780 wurde die Pfarrei Davik in Nordfjord frei, und er bekam die Stelle. Dabei kamen ihm die Kenntnis der Verhältnisse in Nordfjord zu statten und die Gunst, die er bei mächtigen Beamten in Kopenhagen aufgrund seines Sieges in einem Dichterwettstreit einige Jahre zuvor erworben hatte.
1781 trat er sein Amt in Davik an und übte es mehr als 40 Jahre aus. Zusätzlich war er 1800 in Nordfjord Propst geworden. Im Januar 1782 heiratete er seine Verlobte nach 15 Jahren Verlobungszeit. Im gleichen Jahr wurde ihr einziges Kind geboren.
Als Pfarrer war Frimann in der Gemeinde sehr geachtet. Als Seelsorger kam er hin und wieder in größere Schwierigkeiten, weil er auch Gutsbesitzer war und damit auch wirtschaftliche Konflikte mit seinen Pfarrangehörigen auftraten. Durch sein Erbe und seine Geschäftstüchtigkeit erwarb er sich großen Reichtum. Als er 1829 starb, bestand sein Nachlass aus 52 Höfen mit 147 Pächtern. Seine bedeutenden Einnahmen aus der Fischerei trugen ihm den Namen „Sildepresten“ (Heringspfarrer) ein. Als er 1823 sein Amt niederlegte, war er der mächtigste Mann im Bezirk, Beamtenaristokrat und Ritter des Dannebrog-Ordens.

## Der Dichter

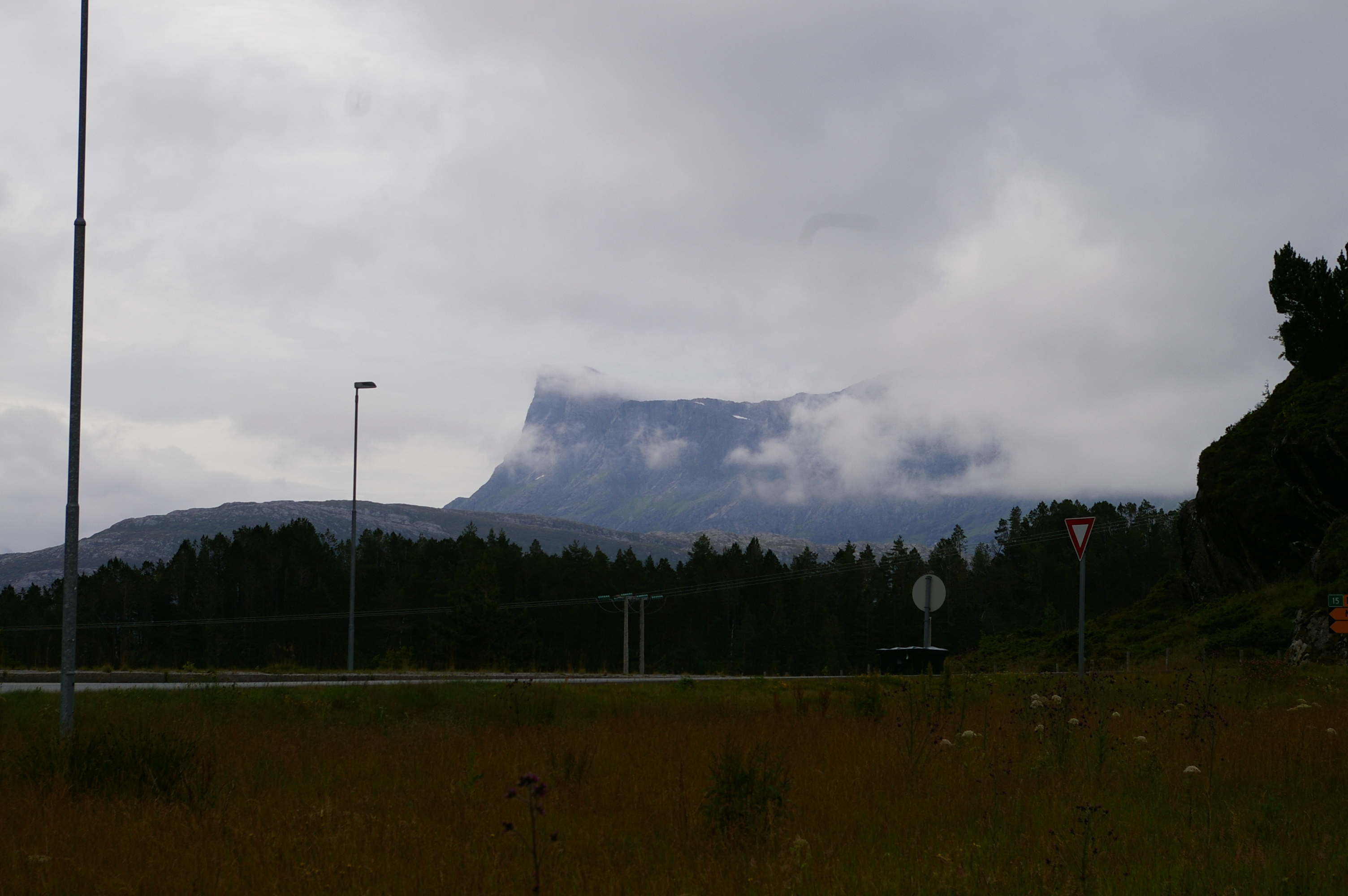
Der Berg Hornelen in Bremanger von Vågsøy aus.

Frimanns Durchbruch als Dichter war das landschaftsbeschreibende Gedicht Fieldet Hornelen i Norge (1776), das er in Volda dichtete. Anlass war ein Dichterwettbewerb, der von „Selskabet til de skiønne og nyttige Videnskabers Forfremmelse“ (Gesellschaft zur Förderung der schönen und nützlichen Wissenschaften) in Dänemark für das „beste malende oder beschreibende Gedicht“ über einen anmutigen oder furchteinflößenden Gegenstand ausgeschrieben worden war. Ein Freund ermunterte ihn, über Hornelen zu schreiben, und der Preis wurde zwischen Frimann und dem Dichter Thomas Stockfleth geteilt.
Frimanns Bruder Peter Harboe Frimann sandte ebenfalls ein Gedicht über Hornelen ein, und lange glaubte man, auch dieses Gedicht habe Claus Frimann verfasst. Später wurde Peters Gedicht eher höher eingeschätzt als das von Claus, denn die dort zum Ausdruck kommenden Gefühle stimmten mehr mit dem Lebensgefühl der damaligen Nationalromantik überein, und das Gedicht von Claus wurde für zu prosaisch eingeschätzt. Aber gerade das Prosaische, das die späteren Romantiker kritisierten, war die besondere Eigenart der Dichtung Frimanns. Er wandte sich von der Darstellung des Furchterregenden des Felsmassivs ab und schilderte den Felsen als Landmarke im täglichen Leben der Fischer der Umgebung. Dadurch unterscheidet sich das Gedicht von der zeitgenössischen Landschaftsdichtung und weist auf die späteren Dichtungen voraus, die Frimanns Ruhm begründeten.
Während seines Aufenthalts in Kopenhagen 1779 bis 1780 war Frimann auch in der „Norske Selskab“. Ein gewisser Einfluss dieses Kreises ist seiner ersten Gedichtsammlung anzumerken, indem dort Epigramme und Satiren und sein Birkebeiner-Sang mit seinen humoristischen Übertreibungen den Geist dieser Gesellschaft atmen. Es war sein Gedicht „Frideriksborgs Egn og Udsigten fra samme“, das die Gedichtsammlung der Gesellschaft von 1783 eröffnete.
Frimann war bei weitem kein Pfarrer der Aufklärung. Aber seit seinem Aufenthalt in Volda hatte er Interesse an der Volksbildung. Seine Verfassertätigkeit in Davik mündete in ein Volksbildungsprogramm. Dies geschah im religiösen Bereich durch seine Psalmen (Kirchenlieder) und Andachtsbücher, aber im Übrigen durch seine Dichtung, wovon seine Anthologien Poetische Arbeiten (1788), Almuens Sanger (1790) und Den syngende Søemand (1793) zeugen. Es handelt sich um Lehrgedichte, Fabeln, Satiren und Preisgedichte, die sowohl belehren als auch moralisch festigen sollten. In das Evangelisk-kristelige Salmebog wurden 42 Lieder Frimanns aufgenommen. „Almuens Sanger“ (Lieder der Allgemeinheit) festigten seinen Ruhm als Volksdichter. Sie handelten entweder von Personen der Geschichte oder vom täglichen Leben der Fischer und Bauern.
Nach 1780 nahm der Kontakt zum literarischen Leben in Kopenhagen ab, und seine volksnahe Dichtung war in diesen Kreisen lange gering geachtet. Theologisch schlug er in dieser Zeit eine rationalistische Richtung ein, die um 1800 nicht hoch geschätzt war, so dass Landstad ihn in seinem Kirchenliederbuch nicht mehr berücksichtigte. Daher haben Frimanns Lieder im norwegischen Kirchenliedgut nicht überlebt. Aber einige Melodien von Kirchenliedern knüpfen an seine Kirchenlieder an und zeigen, dass sie im Volke weitergelebt haben. Weil er so wenig dem damaligen Zeitgeist verhaftet war, ist er einer der Dichter aus der Zeit der „Det Norske Selskab“, dessen Arbeiten die dauerhafteste Wirkung hatten. Gleichwohl wurde er einem größeren Publikum erst durch die Ausgaben bekannt, die in der Mitte des 19. Jahrhunderts erschienen sind.

## Werke (Auswahl)
- Fieldet Horneelen i Norge. In: Forsøg i de skiønne og nyttige Videnskaber 6, 12. Stück, Kopenhagen 1777, S. 51–78
- Sange over Evangelierne. Kopenhagen 1780
- Frideriksborgs Egn og Udsigten fra samme. In: Poetiske Samlinger, 2. Stück, Kopenhagen 1783, S. 1–28 Digitalisat in der Google-Buchsuche
- Andagts-Øvelser og gudelige Tanker for Almuen, Kopenhagen 1785
- Poetiske Arbeider, 1. Sammlung, Kopenhagen 1788, 2. Sammlung (auch mit unter dem Titel Poetisk Eftersamling). Bergen 1826
- Almuens Sanger. Kopenhagen 1790
- Den syngende Søemand. Bergen 1793
- Frimanns Søe-Cabinet eller gudelig Haandbog for Søefolk. Kopenhagen 1793
- Frimanns Nyeste, originale Psalmer. Kopenhagen 1794
- Panthea, eller Det Kgl. Selskab for Norges Vel. In: Historisk-Philosophiske Samlinger,  Tredie Deels Første Bind. 1812, S. 179–192
- Phoebe, eller Det Norske Universitet. In: Historisk-Philosophiske Samlinger,  Tredie Deels Første Bind. 1812, S. 193–208
- Lehnsmand og Dannebrogsmand Sivert Aarflots Minde. 1819
- Den Bergenske Musea. 1829
- Udvalg af Claus Frimanns Digte. herausgegeben von J. S. Welhaven. 1851
- Claus Frimanns mindre Digte. En Sangbog for alle og enhver, unge og gamle. Bergen 1899